# Frumoasa (Harghita)
Frumoasa (ungarisch Szépvíz [ˈseːpviːz] oder Csíkszépvíz) ist eine Gemeinde im Kreis Harghita, in der Region Siebenbürgen in Rumänien.
Die Gemeinde liegt im Szeklerland und wird fast vollständig von ungarischsprachigen Volksgruppen bewohnt. Sie besteht aus vier Dörfern mit dem Gemeindezentrum, Frumoasa (Szépvíz) oder (Csíkszépvíz), den Dörfern Bârzava (Csíkborzsova), Făgețel (Bükkloka) und Nicolești (Csíkszentmiklós).

## Geschichte
Die erste schriftliche Erwähnung des Dorfes Zepwyz erfolgte 1567, ab 1602 hieß der Ort Szépvíz („schönes Wasser“). Man befand sich an der östlichen Grenze des Königreichs Ungarn. Mit dem Vertrag von Trianon wurde die Gemeinde 1920 Rumänien zugesprochen.

## Sehenswürdigkeiten

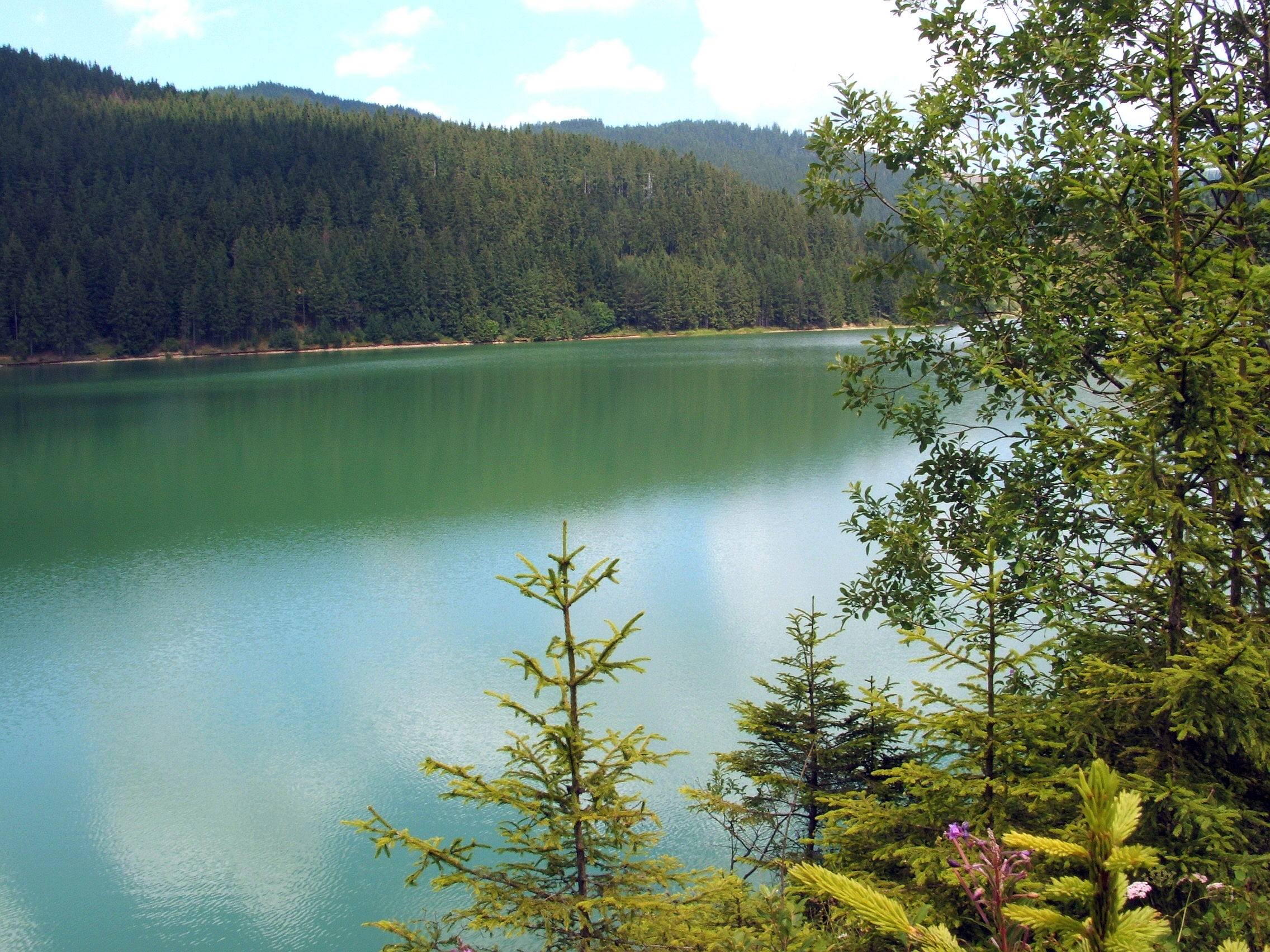
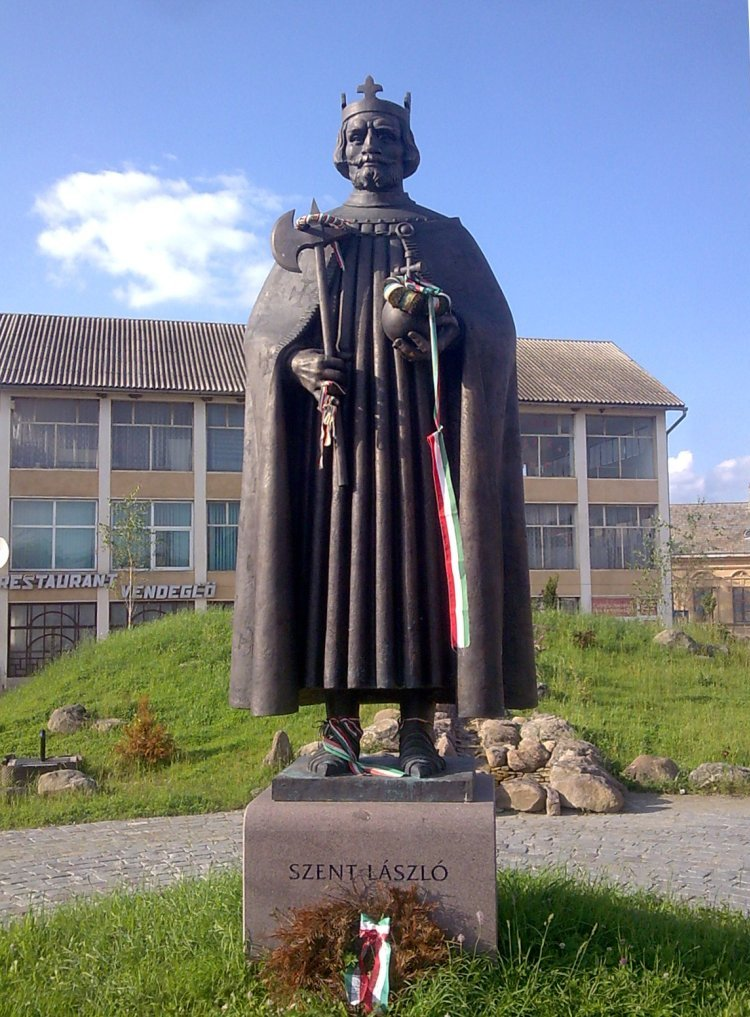
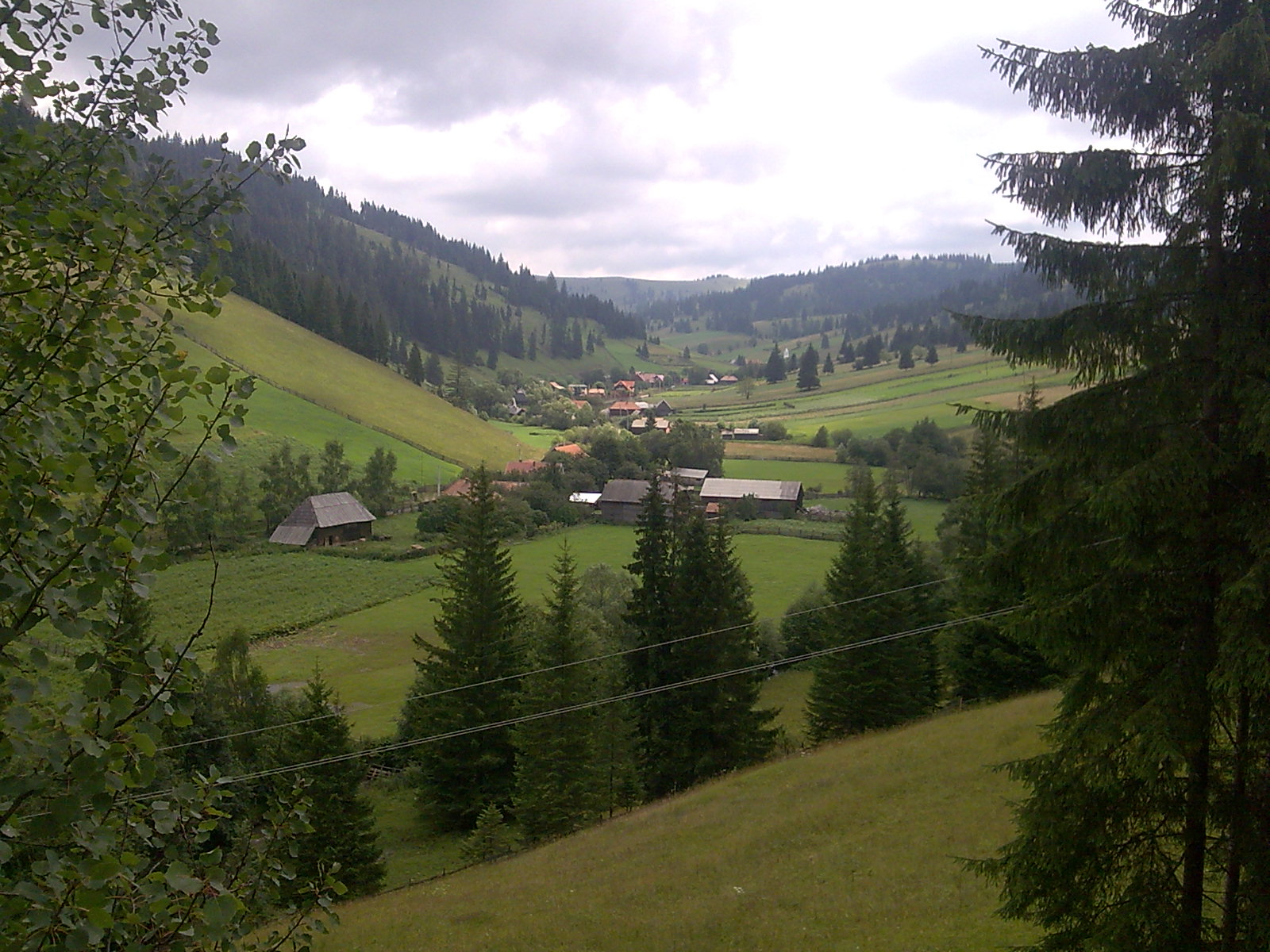
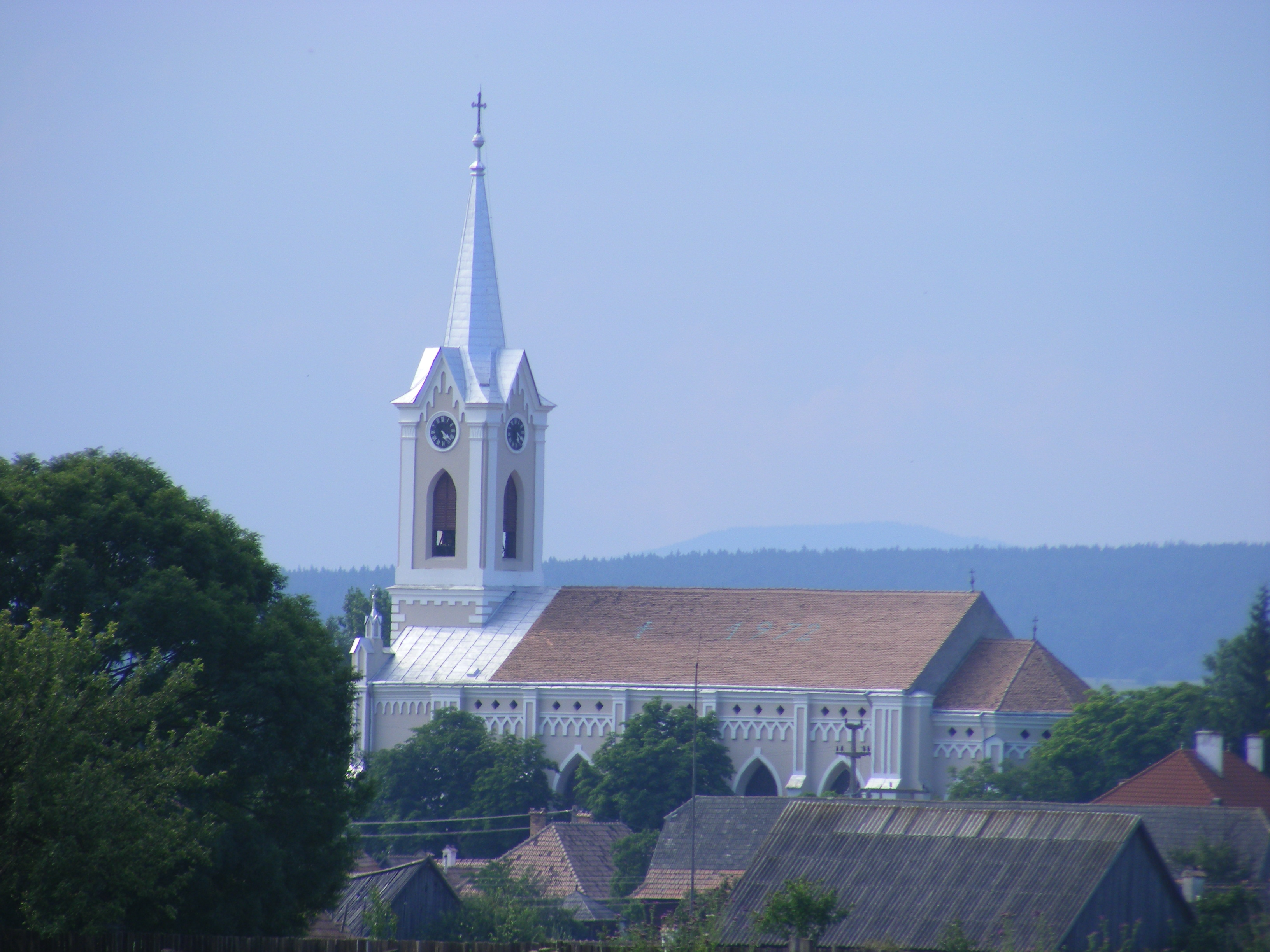

- Armenische Kirche
- Katholische Kirche
- Biró-Kapelle

## Söhne und Töchter
- József-Csaba Pál (* 1955), römisch-katholischer Geistlicher, Bischof von Timișoara
- Piroska Abos (* 1962), spanische Skilangläuferin